# Felipe Toledo
Felipe do Nascimento Toledo, mais conhecido como Felipe Toledo (São Paulo, 5 de setembro de 1989) é um jogador de futebol de salão brasileiro, que atua como fixo e ala direito. 
Atualmente joga futebol de salão pela equipe do Taboão da Serra e futebol society pelo Corinthians.

## Carreira

### Inicio
Iniciou suas atividades nas escolinhas de futebol de campo do Clube São José em São Caetano do Sul, na região do grande ABCD em 2003. No período de 2004 a 2009, dividiu suas experiências futebolísticas entre o futebol de salão e o futebol de campo. Diante das incertezas em se tornar um atleta de expressão nacional, decidiu seguir seus estudos e paralelamente atuar nas equipes amadoras de São Paulo.

### Trajetória futebolística
Em 2013 foi contratado para atuar na equipe do Campo Belo para a disputa do Campeonato Paulista de Futebol de Salão, da Confederação Nacional de Futebol de Salão; em uma ascensão meteórica tornou-se vice-campeão paulista pela equipe do Campo Belo e convocado para a Seleção Brasileira por Daniel Castilho.
Na volta da Seleção Brasileira de Futebol de Salão (CNFS) foi contratado pela equipe do Taboão da Serra para a disputa do Campeonato Metropolitano, categoria principal, da Federação Paulista de Futsal.

#### Seleção Brasileira
Na Seleção Brasileira conquistou o titulo mais importante de sua carreira, a medalha de bronze nos Jogos Mundiais, na cidade de  Guadalajara de Buga na Colômbia.

#### Futebol society
Desde 2013, o atleta concilia suas atuações profissionais no futebol de salão  e no futebol society onde disputa o Campeonato Paulista de Futebol Society da 1ª divisão,  pela equipe do Corinthians.

## Conquistas

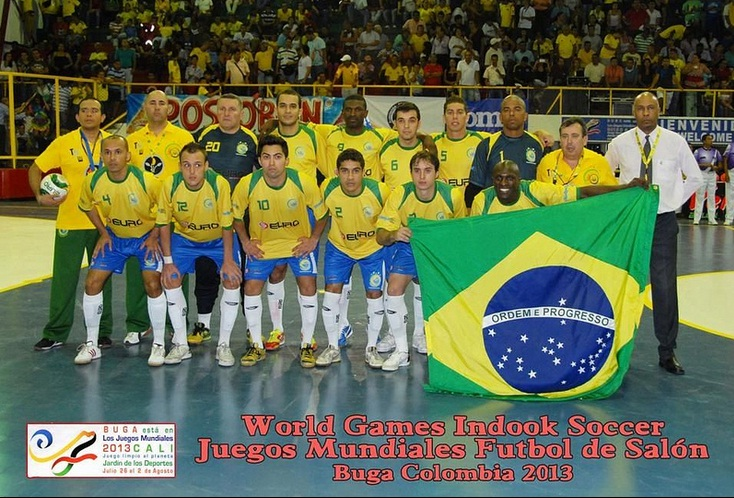
Seleção Brasileira de Futebol de Salão - Medalha de bronze nos Jogos Mundiais em 2013.

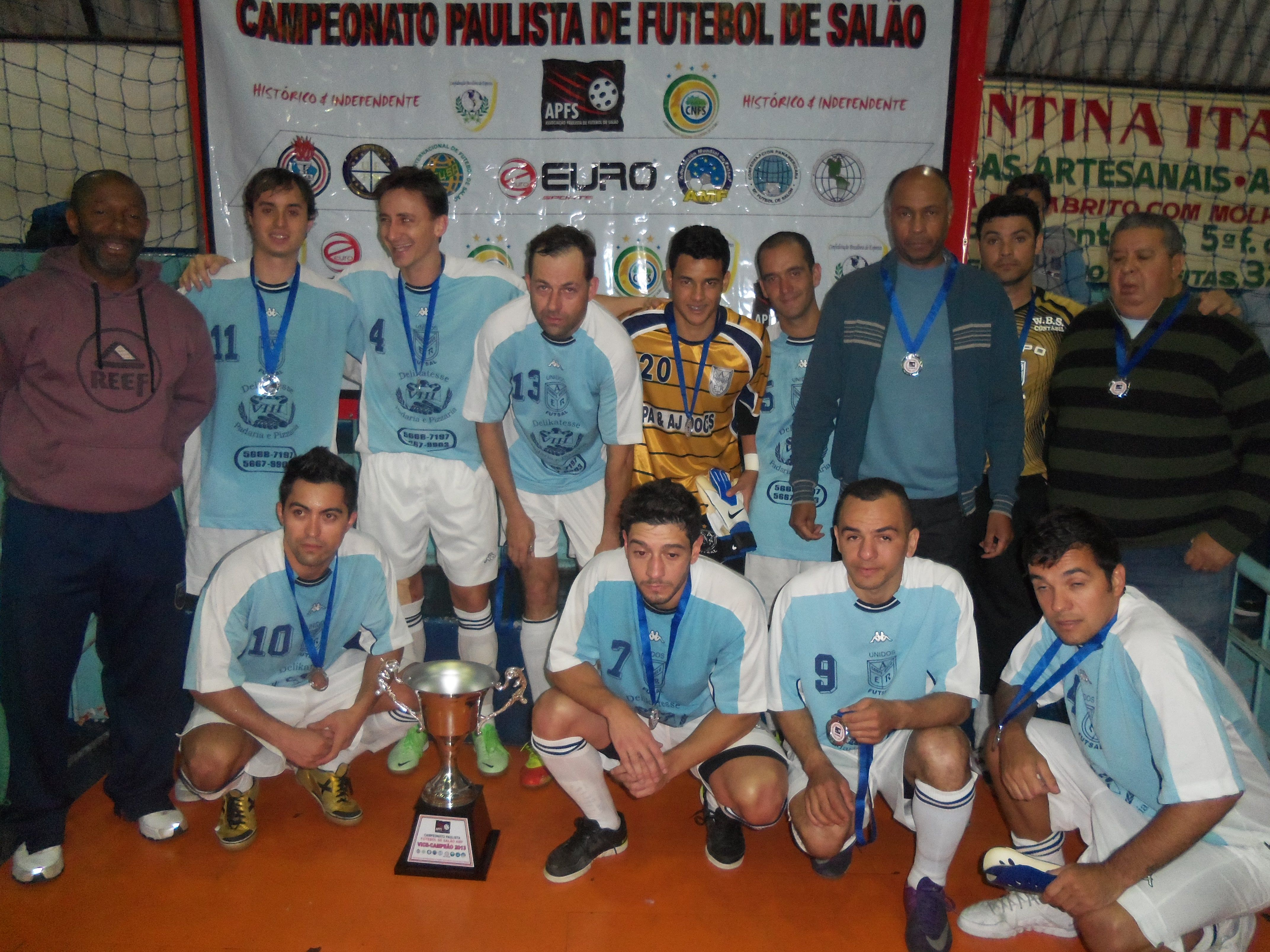
Felipe Toledo com a camisa 11 na equipe principal masculino do Campo Belo, vice-campeão paulista em 2013.

### Clubes
Campanha de destaque
- vice-campeão - Campeonato Paulista de Futebol de Salão - principal - A.E.R. Campo Belo: 2013
- vice-campeão - Copa Kaizen de Futebol de Salão - principal - A.E.R. Campo Belo: 2013

### Seleção Brasileira
- IX Jogos Mundiais/The World Games : Cali -  2013.   - Medalha de bronze